# Mosquito (filme)
Mosquito (internacionalmente Mosquito) é um filme luso-brasileiro-franco de drama dirigido por João Nuno Pinto que foi lançado em Portugal a 5 de março de 2020. É o filme escolhido para abrir o Festival Internacional de Cinema de Roterdão. 

## Sinopse
O filme retrata um soldado português perdido na floresta africana em 1917. 

## Elenco
- João Nunes Monteiro - Zacarias
- Filipe Duarte (†) - tenente Coelho
- Miguel Borges - Sabino
- João Lagarto - sargento Justino
- João Vicente - Cardoso
- Alfredo Brito
- Cláudio da Silva - Raimundo
- António Nipita - Duarte
- Mário Mabjaia
- Cesário Monteiro
- Miguel Moreira - padre Mendes
- Gezebel - Mutholo
- Ana Magaia - Namuku
- Camané